# ایرنا شدووسکا
ایرنا شدووسکا (انگلیسی: Irena Szydłowska; ۲۸ ژانویهٔ ۱۹۲۸ – ۱۴ اوت ۱۹۸۳) کماندار اهل لهستان بود.